# Turopin (przystanek kolejowy)
Turopin (ukr. Туропин, ros. Туропин) – przystanek kolejowy pomiędzy miejscowościami Turopin, Bobły i Mokrzec, w rejonie kowelskim, w obwodzie wołyńskim, na Ukrainie. Leży na linii Lwów – Sapieżanka – Kowel.
Przed II wojną światową stacja kolejowa.